# Suzie V. Freeman
Suzie V. Freeman é uma roteirista e produtora britânica.

## Filmografia
- The Wild Thornberrys (2000)
- Rugrats (2001)
- As Told by Ginger (2001)
- Even Stevens (2000–2003)
- Family Affair (2002–2003)
- That's So Raven (2003–2005)
- Less Than Perfect (2005)
- South of Nowhere (2007)
- Cory in the House, (2007–2008)
- Everybody Hates Chris (2009)
- The Assistants (2009)
- True Jackson, VP (2009–2010)
- Melissa & Joey (2011)